# Merkavah

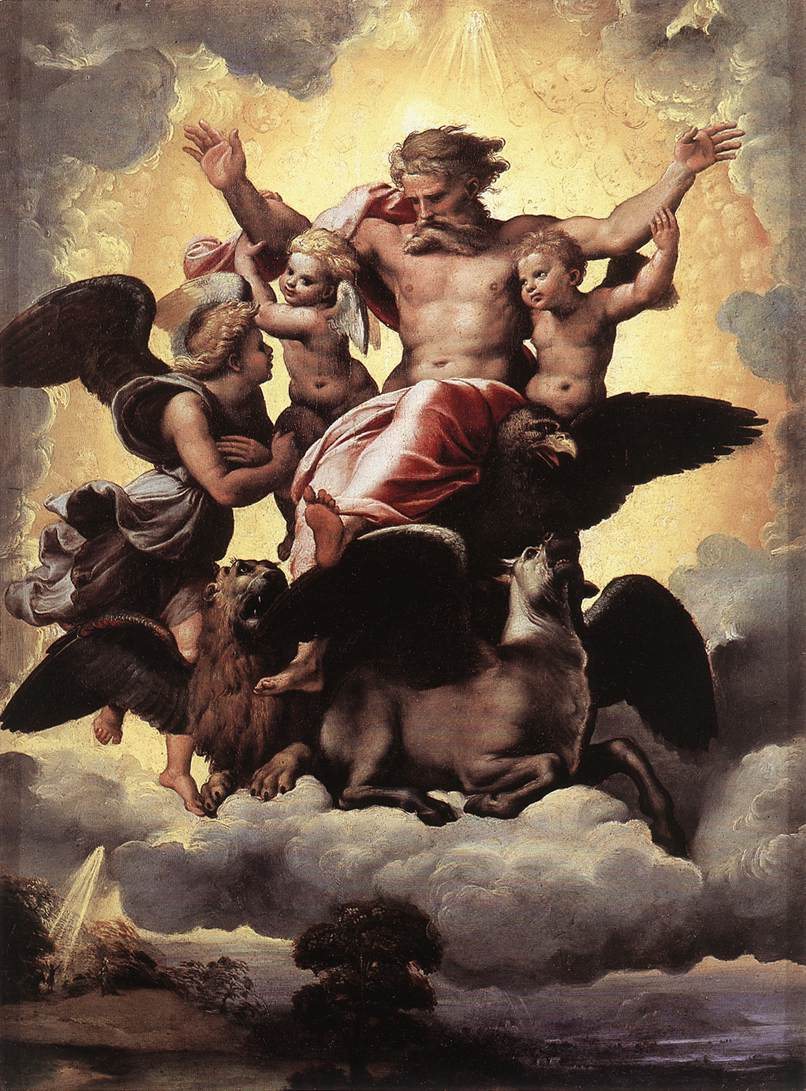
Visione di Ezechiele, di Raffaello Sanzio (1518)

Merkavah, merkabah (lett. "carro") o misticismo della merkavah (cioè "misticismo del carro") è una corrente del misticismo ebraico tra le più antiche, che deriva da visioni estatiche come quella di Ezechiele 1 o della letteratura hekhalot, e riportano storie di ascese a "palazzi" celesti (heikhalot) e al "Trono di Dio", ossia le stelle circumpolari (Grande Carro) e lo stesso polo nord astrale.
Il corpus principale della letteratura merkavah fu composto in Israele nel I secolo, sebbene gli sviluppi più importanti e duraturi si ebbero a Babilonia tra i secoli VII e XI; riferimenti posteriori alla tradizione del Carro si possono trovare anche nella letteratura del chassidismo medievale (nell'ambito del movimento "Chassidei Ashkenaz"). Uno dei testi principali di questa tradizione è la Maaseh Merkavah (Opere del Carro).

## Etimologia e origini

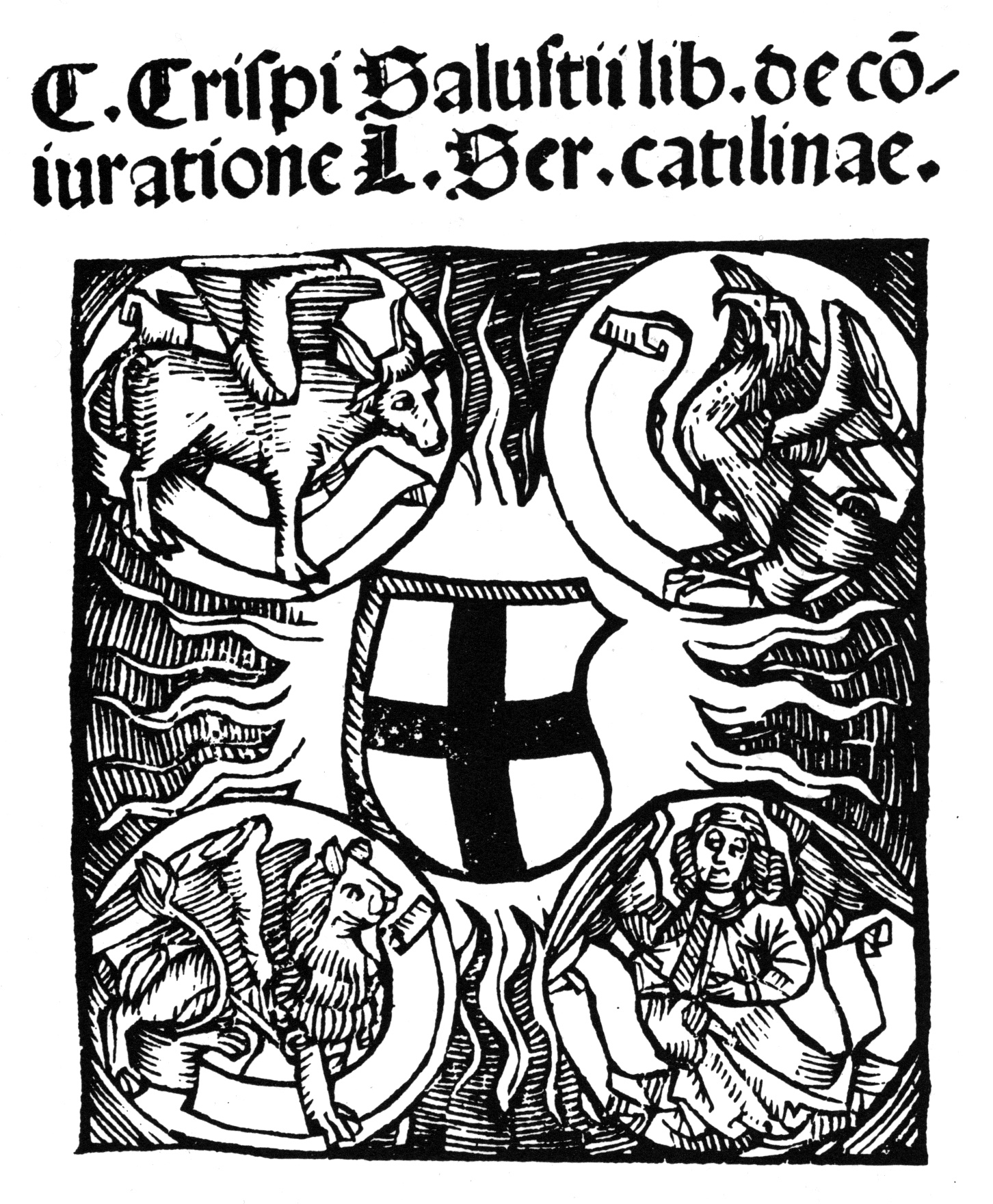
Simbolismo Merkavah

La parola ebraica merkavah, (in ebraico מרכבה‎?, "carro, biga", derivante dalla radice consonantica r-k-b, con significato "cavalcare") è usata in Ezechiele (1:4-26) con riferimento al carro-trono di Dio con angeli detti Chayyot (חַיּוֹת, "esseri viventi", "creature"), ognuno dei quali ha quattro o sei ali, due ai piedi, due all'altezza del torace e due che coprono il volto, e quattro facce secondo le loro figure (di un uomo, di un leone, di un'aquila e di un bue).
Il nome merkav(/b)ah (nel senso di "carro") ricorre 44 volte nel testo masoretico della Bibbia ebraica - più che altro nel significato di un normale cocchio terrestre e sebbene il concetto della Merkabah sia associato alla visione di Ezechiele (1:4-26), la parola non viene scritta esplicitamente in Ezechiele 1.
Tuttavia, quando non tradotto in italiano, il termine ebraico merkavah (ebraico: מֶרְכַּבְ ,מרכבה e מִרְכֶּבֶת) si riferisce al carro-trono di Dio nelle visioni profetiche. Viene quindi strettamente associato alla visione di Ezechiele, capitolo 1, che descrive una quadriga tirata dai citati quattro chayyot ("esseri viventi") con quattro ali ciascuno e le quattro facce di uomo, leone, bue e aquila.

## La visione di Ezechiele

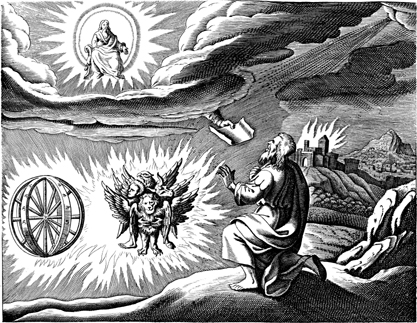
La Visione del Carro di Ezechiele, incisa da Matthäus Merian (1593-1650) - i Chayyot sono al centro.

Il profeta Ezechiele descrive la struttura del Carro parlando di ruote e di una lastra al di sotto; la descrizione del movimento di più ruote viene associata "all'andare e ritornare" degli angeli presenti nel Carro Celeste della Merkavah. Secondo i versetti in Ezechiele ed i rispettivi commentari che ne conseguono, la visione è costituita da un carro fatto di molti esseri celesti guidati da "una figura dalle sembianze umane". Quattro esseri formano la struttura basilare del carro. Questi esseri sono chiamati le "creature viventi" (ebr. חיות, traslitt. khayyot). I corpi delle creature sono "come quelli di un essere umano", ma ciascuno di essi ha quattro facce, che corrispondono alle quattro direzioni nelle quali il carro può andare (nord, sud, est e ovest). Le facce sono quelle di uomo, leone, bue (poi cambiato in un cherubino in Ezechiele 10:14) e un'aquila. Poiché ci sono quattro angeli e ciascuno ha quattro facce, ci sono un totale di sedici facce.
Ogni angelo Chayot dispone anche di quattro ali. Due di queste ali si distendono su tutta la lunghezza del carro e si collegano con le ali dell'angelo sull'altro lato. Ciò crea una sorta di 'quadrilatero' di ali che formano il perimetro del carro. Con le altre due ali, ogni angelo copre il proprio corpo. Sotto, ma non attaccati ai piedi degli angeli Chayot, ci sono altri angeli che sono a forma di ruote. Questi angeli ruote, che sono descritti come "ruota dentro ruota", si chiamano "Ophanim", in ebraico אופנים‎?  (lett. ruote, cicli o vie). Queste ruote non sono direttamente sotto il carro, ma si trovano vicine e lungo il suo perimetro. L'angelo con la faccia d'uomo è sempre sul lato est e guarda la "figura dalle sembianze umane" che guida il carro. Questa "figura" siede su un trono fatto di zaffiro.
La Bibbia fa poi menzione di un terzo tipo di angelo riportato nella merkabah e chiamato "Seraph" (lett. "ardente"). Gli angeli Seraphim (Serafini) appaiono come lampi di fuoco che continuamente ascendono e discendono. Nel caso specifico, i Serafini alimentano il movimento del carro. Nella gerarchia degli angeli, i Serafini sono i più elevati, cioè più vicini a Dio, seguiti dai Chayot, seguiti dagli Ophanim. Il carro è in un costante stato di moto, e l'energia che è alla base di questo movimento viene emanata in base a questa gerarchia. Il movimento degli "Ophanim" è controllato dalle "creature viventi", mentre il movimento dei "Chayot" è controllato dai "Seraphim". Il movimento di tutti gli angeli del carro sono controllati dalla "figura in sembianza d'uomo" sul Trono.

## Primo misticismo ebraico merkavah

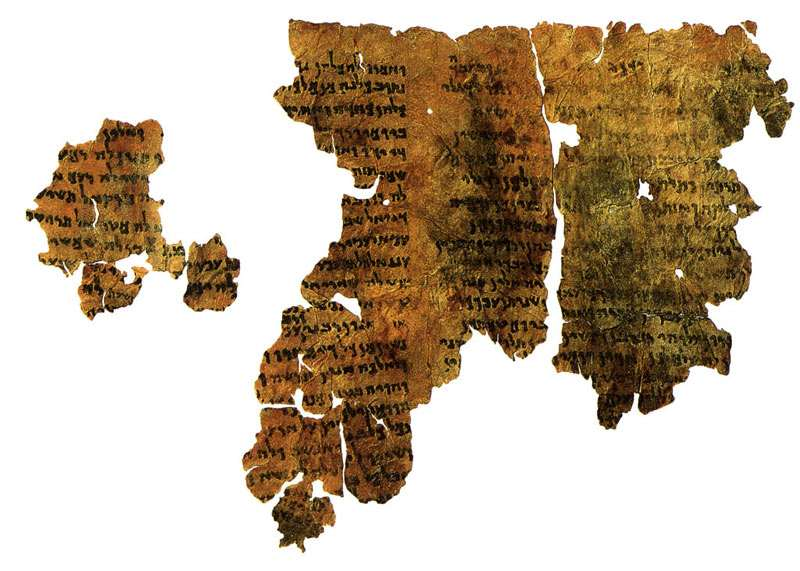
Frammento del Libro di Enoch (DSS 4Q201 - ca. 200-150 p.e.v.)

L'ebraista Mark Verman suddivide il primo misticismo ebraico in quattro periodi, che si sviluppano dalle visioni del Carro/Trono di Isaia ed Ezechiele, fino ad integrarsi nei correnti testi mistici merkabah:
1. 800–500 prima dell'era volgare (p.e.v.), elementi mistici nell'ebraismo profetico come il Carro di Ezechiele
2. Inizi degli anni 530 p.e.v., specialmente 300–100, misticismo della letteratura apocalittica
3. Inizi degli anni 100 p.e.v., specialmente 0-130, primo misticismo merkabah rabbinico, citato brevemente nella letteratura rabbinica esoterica come ascesa al Pardes; correlata anche al primo misticismo cristiano
4. ca. 0–200 e.v., fino a ca. 1000, resoconti dell'ascesa mistica merkabah nella letteratura esoterica Merkabah-Heikhalot

### Commentario ebraico

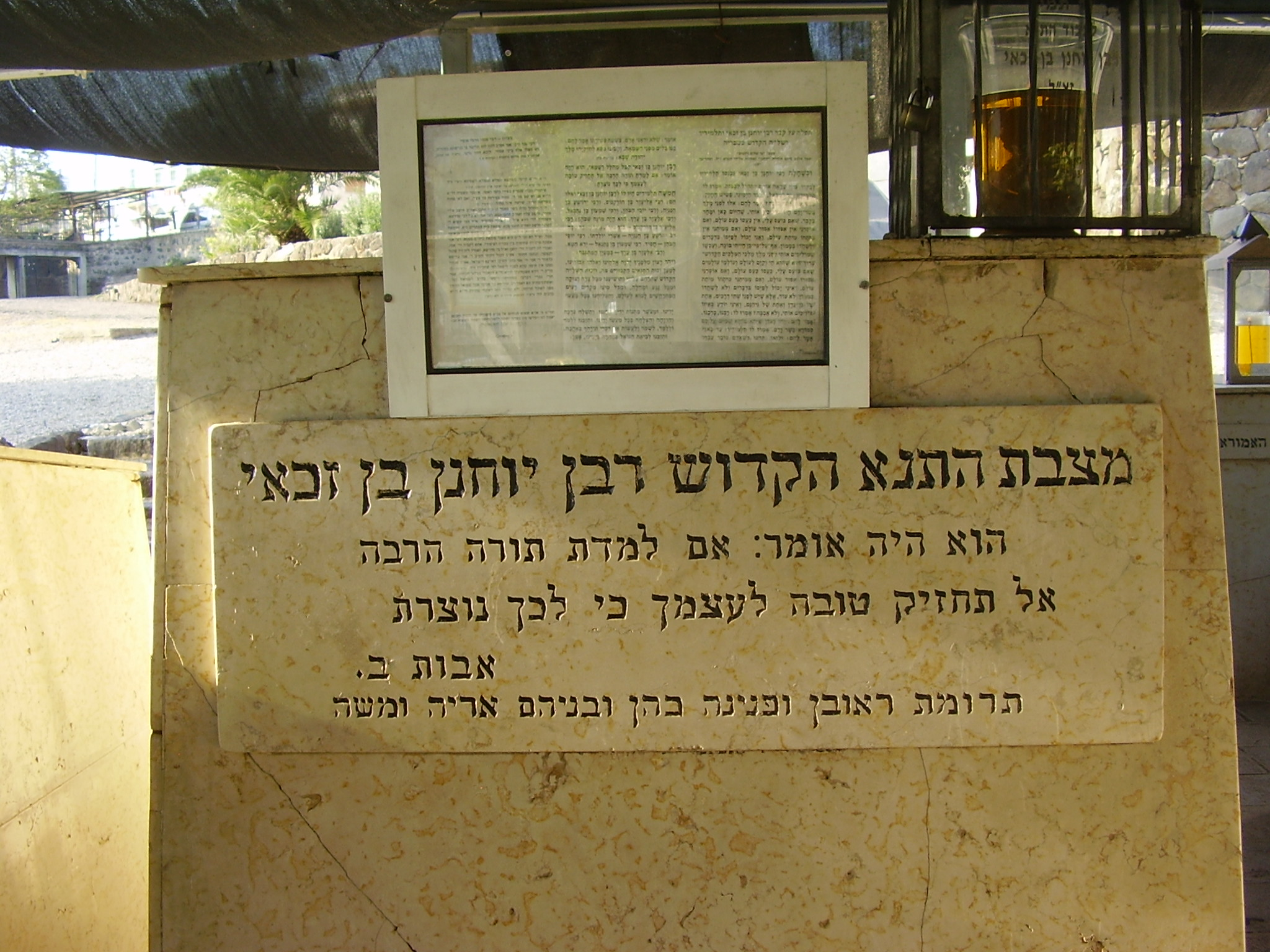
Tomba di Rabbi Yochanan Ben Zakkai a Tiberiade

I primi commentari rabbinici della merkavah furono esposizioni esegetiche delle visioni profetiche di Dio nei cieli, e del corteo divino degli angeli, schiere e creature celesti che circondano Dio. Le prime fonti suggeriscono che l'omiletica merkavah non diede luogo ad esperienze di ascensione – come un saggio rabbino afferma: "Molti hanno dissertato sulla merkabah senza mai vederla."
Un riferimento alla merkabah nel Talmud rileva l'importanza del passo: "Un grosso problema — il resoconto della Merkavah; un piccolo problema — le discussioni di Abaye e Rava."  I saggi Rabbi Yochanan Ben Zakkai (m. 80) e successivamente Rabbi Akiva (m. 135) furono profondamente coinvolti nell'esegesi della merkabah.  Rabbi Akiva ed il suo coetaneo Rabbi Ishmael ben Elisha sono spesso protagonisti della letteratura ascensionale merkabah.

### Proibizione dello studio

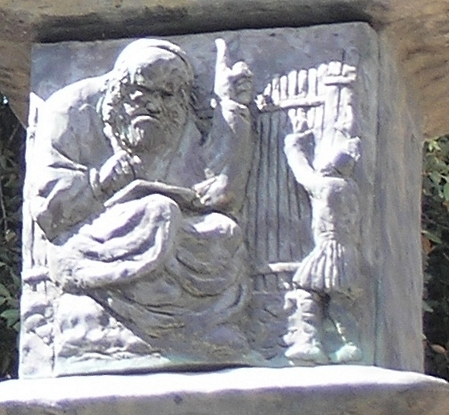
Talmud in bassorilievo sulla Menorah del Knesset (Israele). Riferimenti al misticismo merkavah in Talmud e Midrash rabbinici sono brevi ed evitano spiegazioni

Il trattato sull'Offerta Festiva del Talmud babilonese espone la regola secondo cui è permesso rivelare il "segreto della Merkavah" solo ad alcuni uomini particolarmente elevati spiritualmente, con rari talenti e doti precipue. In verità i divieti talmudici in materia di studio e approfondimento della Merkabah sono numerosi e ampiamente approvati. Secondo l'ebraismo, le discussioni sulla merkabah sono riservate esclusivamente ai saggi più meritevoli e si narrano leggende ammonitrici circa i pericoli della meditazione troppo intensa relativa alla merkabah.
Ad esempio, le dottrine segrete non possono essere discusse in pubblico: "Non cercare le cose troppo difficili per te, non indagare le cose per te troppo grandi. Bada a quello che ti è stato comandato, pensaci con riverenza; poiché tu non devi occuparti delle cose misteriose. Non sforzarti in ciò che trascende le tue capacità, poiché ti è stato mostrato più di quanto comprende un'intelligenza umana." Ciò deve essere contemplato solo da studiosi esemplari: "Bereshit Ma`aseh non deve essere spiegata davanti a due persone, né Ma`aseh Merkabah davanti ad una, a meno che non sia saggio e la capisca da solo." Ulteriore commentario riporta che i titoli di capitolo di Ma`aseh Merkabah possono essere insegnati, come venne fatto dall'amora Rabbi Ḥiyya bar Abba. Secondo il Talmud gerosolimitano Hagigah II.1, l'insegnante leggeva i titoli dei capitoli dopodiché, fatta salva l'approvazione del maestro, l'allievo leggeva fino alla fine del capitolo, sebbene Rabbi Zera affermasse che persino i titoli di capitolo avrebbero dovuto essere comunicati solo alle persone a capo di una scuola e cauti di temperamento.
Secondo il saggio amora Rabbi Ammi, la dottrina segreta doveva solo esser trasmessa a colui che possedeva le cinque qualità elencate in Isaia 3:3 (esperto in uno delle cinque differenti professioni che richiedono il buon senso) e, necessariamente, di età matura. Quando Yochanan Ben Zakkai desiderò istruire Eleazar ben Azariah sulla Maaseh Merkabah, costui rispose: "Non sono ancora abbastanza vecchio". Un ragazzo che riconobbe il significato di Ezechiele 1:04 חשמל‎, fu consumato dal fuoco (Hagigah 13b), ed i pericoli connessi con la discussione non autorizzata di queste materie sono spesso descritti nel Talmud.

### Ulteriore analisi

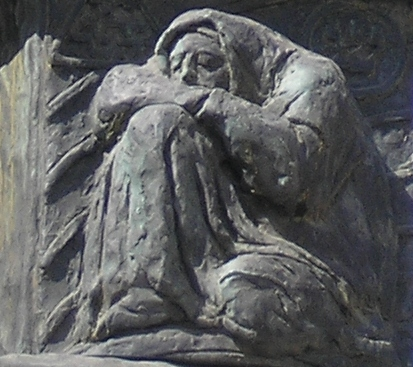
Rappresentazione della Cabala medievale in bassorilievo sulla Menorah del Knesset (Israele). Posizione simile ai primi "discendenti della merkabah", testa tra le ginocchia, citata anche nel Talmud

Oltre alla comunità rabbinica, anche gli apocalittici si impegnarono in esegesi visionarie riguardanti il reame divino e le creature divine, esegesi che sono notevolmente simili al materiale rabbinico. Un esiguo numero di testi rinvenuti a Qumran indicano che anche la comunità del Mar Morto era coinvolta nell'esegesi della merkabah. Inoltre, testi mistici ebraici recentemente scoperti comprovano una profonda affinità con le omelie merkabah rabbiniche.
Le omelie merkabah basilarmente consistevano di descrizioni dettagliate di cieli a livelli multipli (di solito in numero di sette), spesso custoditi dagli angeli e circondati da fiamme e fulmini. Il più alto dei cieli contiene sette palazzi (Heikhalot), e nel palazzo più interno risiede un'immagine divina suprema (la Gloria di Dio o un'immagine angelica) seduta su un trono, circondata da schiere maestose che cantano le lodi di Dio.
Non si conosce precisamente quando queste immagini furono congiunte con un vero e proprio motivo di esperienza mistica di "ascesa" individuale (paradossalmente chiamata "discesa" nella maggior parte dei testi – Yordei Merkabah, "discendenti del carro" –     forse ad indicare la discesa in una dimensione ineffabile) e unione col Divino. La maggioranza degli storici contemporanei della mistica ebraica in genere datano questo sviluppo al III secolo. Anche in questo caso, vi è una disputa significativa tra gli storici se questi temi di "ascesa" e "unione" fossero il risultato di una qualche influenza esterna, in genere gnostica, o una progressione naturale delle dinamiche religiose dell'ebraismo rabbinico.

### Maaseh Merkavah
(Maaseh Merkavah, vv. 11-15)
Ma'aseh Merkabah (in ebraico מעשה מרכבה‎?, "Opera/e del Carro") è un testo mistico ebraico, in lingua ebraica, che risale ai tempi dei Gaonim e che comprende una raccolta di inni recitati dai "discendenti" e uditi durante la loro ascesa. Fa parte della tradizione del Misticismo Merkabah e della letteratura Heikhalot.  Il nome è recente e il testo fu scoperto dallo studioso Gershom Scholem.
Ma'aseh Merkabah pare risalga al tardo periodo ellenistico, dopo la fine del periodo del Secondo Tempio successivo alla distruzione di Gerusalemme nel 70 e.v., quando il culto materiale del Tempio cessò di funzionare. L'idea di fare un viaggio verso l‘hekhal, il palazzo celeste, sembra essere una sorta di spiritualizzazione dei pellegrinaggi all‘hekhal terreno (il Tempio), che non erano ormai più possibili. Si tratta di una forma di misticismo ebraico pre-cabala, che insegna sia la possibilità di fare un viaggio sublime verso Dio, sia la capacità dell'uomo di attirare giù in terra i poteri divini: sembra quindi essere stato un movimento esoterico nato dalla mistica sacerdotale già evidente nei Rotoli del Mar Morto e in alcuni scritti apocalittici.
Diversi movimenti di misticismo ebraico e, successivamente, studenti della Cabala si sono concentrati sui passi del Libro di Ezechiele, cercando i significati nascosti e i segreti della Creazione, in quello che si pensa fosse un linguaggio metaforico dei versetti in questione.
A causa della preoccupazione di alcuni studiosi della Torah che fraintendere questi passaggi prendendoli per descrizioni letterali dell'immagine di Dio potesse portare a blasfemia o idolatria, ci fu grande opposizione a studiare questo argomento senza una corretta preparazione. Commentari biblici ebraici sottolineano che l'immaginario della merkabah non deve essere preso alla lettera; al contrario, il carro ed i suoi angeli sono analogie per i vari modi in cui Dio si rivela al mondo. La filosofia chassidica e la Cabala discutono a lungo su ciò che ciascun aspetto di questa visione possa rappresentare in questo mondo e di come la visione non comporti che Dio sia costituito da tali forme.
Gli ebrei abitualmente leggono i passi biblici riguardanti la merkabah nelle loro sinagoghe ogni anno durante la festa di Shavuot, e la merkabah viene citata anche in vari passi tradizionali della liturgia ebraica.

### Letteratura Heikhalot

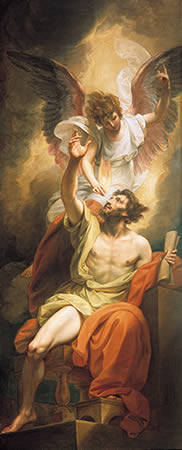
Le Labbra di Isaia consacrate col Fuoco, di Benjamin West

I contenuti principali della "Letteratura Hekalot" sono narrative di ascensioni mistiche al Cielo, visioni divine, e la convocazione e controllo degli angeli, di solito allo scopo di approfondire la conoscenza della Torah. Il locus classicus per queste pratiche è il racconto biblico della visione del "Carro di Ezechiele" e la visione del Tempio di Isaia (Isaia 6). È da questi e dai numerosi scritti apocalittici extra-canonici di visite celesti, che emerge la letteratura Heikhalot. Pur tuttavia si distingue sia dalla letteratura di Qumran e dai testi apocalittici per diversi motivi, primo fra tutti che la letteratura Heikhalot non è affatto interessata all'escatologia, ignora in gran parte lo status unico del sacerdozio, ha poco interesse per gli angeli caduti o la demonologia, e "democratizza" la possibilità di ascesa divina.
Nelle loro visioni, questi mistici entrano nei reami celesti e viaggiano attraverso i sette stadi dell'ascesa mistica: i "Sette Cieli" e le sette camere del trono. Tale viaggio è pieno di grandi pericoli e l'adepto non solo deve aver eseguito una preparazione elaborata di purificazione, ma deve anche conoscere gli incantesimi appropriati, i sigilli e i nomi angelici necessari per superare le severe guardie angeliche, come anche sapere navigare tra le varie forze all'opera internamente ed esternamente ai palazzi (Heikhalot).
Questa ascesa celeste si ottiene con la declamazione di canti e con l'uso teurgico dei nomi segreti di Dio, che abbondano nella letteratura Heikhalot. Lo Zutarti Hekalot, in particolare, si focalizza sui nomi segreti di Dio e le loro potenze:
Questo è il Suo grande nome, col quale Mosè spartì il grande mare:
.בשובר ירברב סגי בדסיקין מרא סחטי בר סאיי לבים
Questo è il Suo grande nome che trasformò le acque in alte mura:
אנסיהגמן לכסם נעלם סוסיאל ושברים מרוב און אר אסמוריאל סחריש
בי?ו אנמם כהה יהאל 
A volte, interlocutori celesti rivelano segreti divini. In alcuni testi, l'interesse del mistico si estende alla musica celeste e alla liturgia, di solito collegate alle adorazioni angeliche di cui a Isaia 6:3. La natura ripetitiva (simile al mantra) delle liturgie, presente in molte di queste composizioni, sembra destinata ad incoraggiare un'ascensione ulteriore. L'obiettivo finale dell'ascensione varia da testo a testo: in alcuni casi sembra essere una visione parziale di Dio, di "contemplare il Re nella Sua Bellezza." Altri accennano a "intronizzazione", dove l'adepto viene accettato tra le schiere angeliche di Dio e riceve un posto d'onore. Un testo descrive persino un pellegrino riuscito a sedersi in "grembo" a Dio. Alcuni studiosi vedono una teologia erotica implicita in questo tipo di immagine, sebbene vada detto che temi sessuali, mentre presenti in forme altamente attenuate, sono pochi e distanti tra loro, se si esamina l'intera gamma della letteratura in questione.
Le opere letterarie relative alla tradizione Heikhalot che sono sopravvissute intere o parziali, includono Hekhalot Rabbati (o Pirkei Hekhalot), Hekhalot Zutarti, 3 Enoch (noto anche come "Apocalisse ebraica di Enoch") e naturalmente, Maaseh Merkabah. In aggiunta esistono molti brevi manoscritti frammentari, che sembrano appartenere a questo genere letterario, ma il loro rapporto con il misticismo della Maaseh Merkabah e reciproco è spesso poco chiaro.

### Testi principali

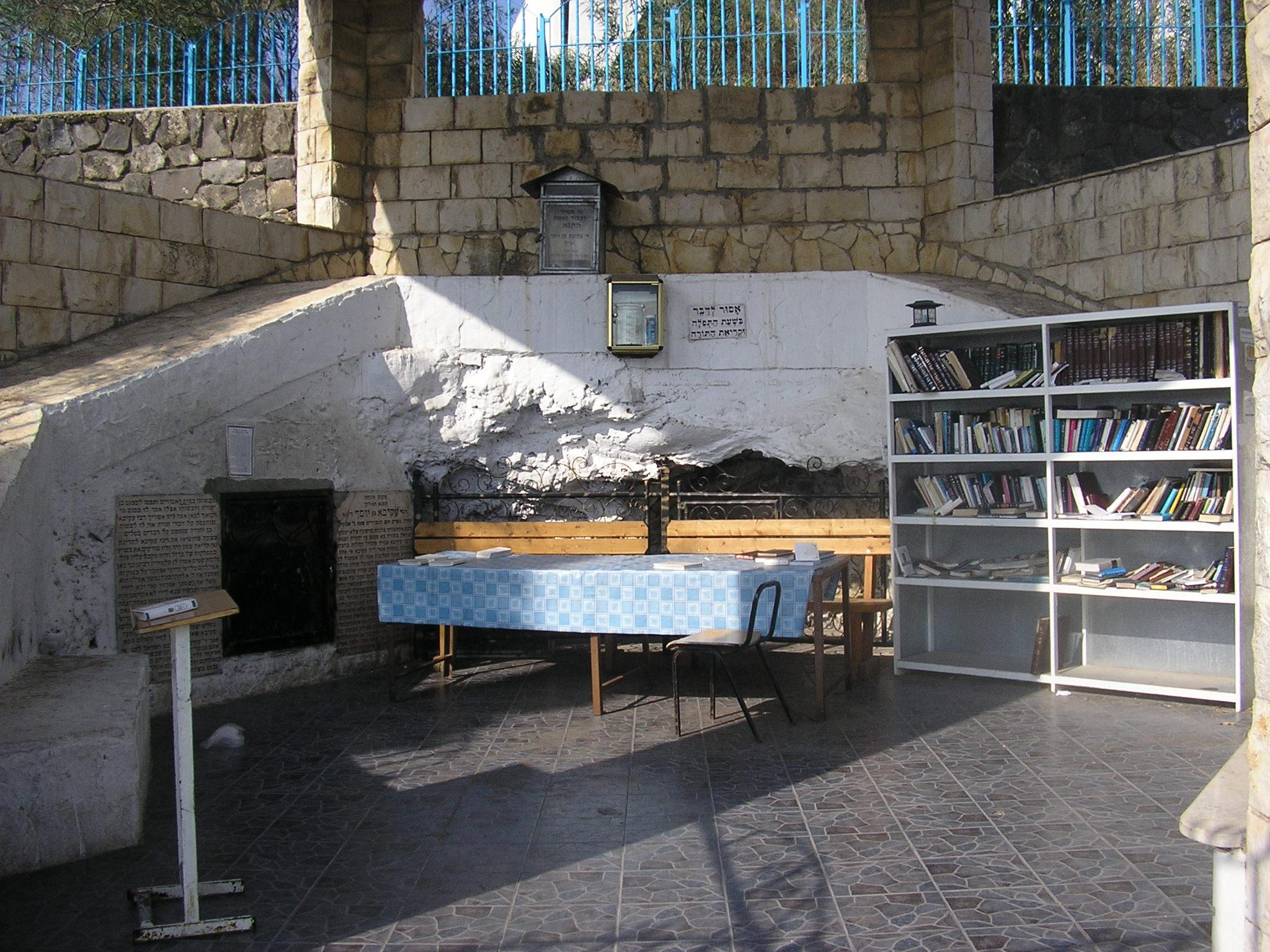
Tomba di Rabbi Akiva a Tiberiade

I testi ascensionali si trovano in quattro opere principali, tutte redatte dopo il III secolo, ma certamente prima del IX secolo e.v., e sono: 1) Hekhalot Zutartey ("I Palazzi Minori"), che dettagliano un'ascesa di Rabbi Akiva, 2) Heikhalot Rabbati ("I Palazzi Maggiori"), che descrive un'ascesa di Rabbi Ishmael, 3) Ma`aseh Merkabah ("Opera del Carro"), una raccolta di inni recitati dai "discendenti" e uditi durante la loro ascesa; e 4) Sepher Heikhalot ("Libro dei Palazzi", noto anche come 3 Enoch), che racconta l'ascesa della figura biblica di Enoch e la sua trasformazione divina nell'arcangelo Metatron, come riferito da Rabbi Ishmael.
Un quinto testo fornisce una descrizione dettagliata del Creatore come contemplato dai "discendenti" al culmine della loro ascesa. Questo lavoro, conservato in varie forme, si chiama Shi'ur Qomah ("Misura del Corpo") ed è basato su un'esegesi mistica del Cantico dei cantici, un libro apparentemente venerato da Rabbi Akiva. Il messaggio letterale dell'opera era ripugnante a chi sosteneva incorporeità di Dio; Maimonide (m. 1204) scrisse che il libro avrebbe dovuto essere eliminato e tutti i riferimenti alla sua esistenza cancellati.
Mentre in tutta l'epoca del Misticismo Merkabah il problema della creazione non fu di fondamentale importanza, il trattato Sefer Yetzirah ("Libro della Creazione") rappresenta un tentativo di cosmogonia all'interno di un contesto merkabah. Questa opera fu probabilmente composta nel corso del VII secolo e l'evidenza suggerisce delle influenze neoplatoniche, pitagoriche e stoiche. Presenta una teoria linguistica della creazione in cui Dio crea l'universo combinando le 22 lettere dell'alfabeto ebraico, insieme ad emanazioni rappresentate dai dieci numerali, o sephirot.

### Letteratura Heikhalot e il Pardes

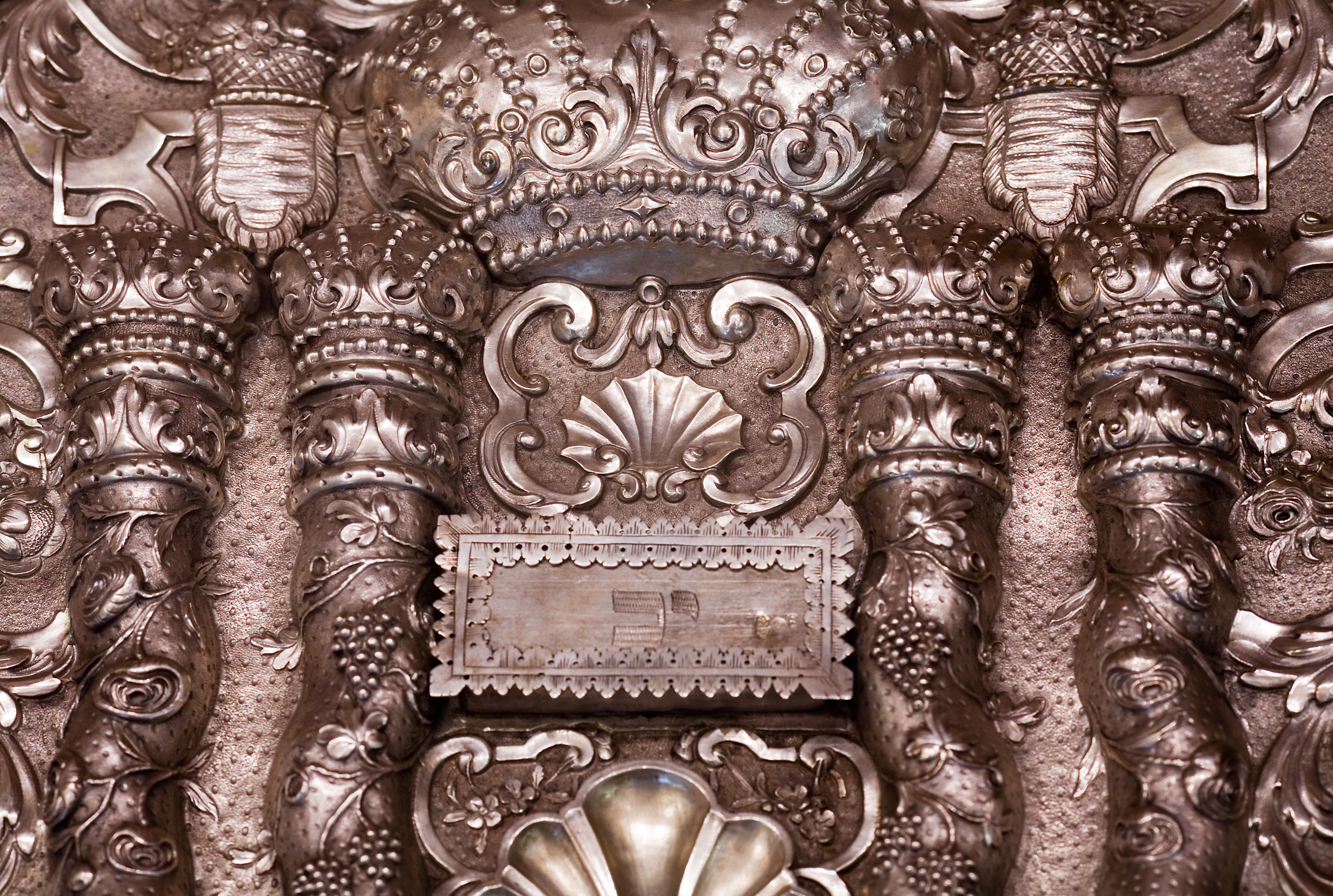
Scudo d'argento della Torah

Moshe Idel, Gershom Scholem, Joseph Dan e altri hanno sollevato la questione logica in merito al rapporto tra la porzione delle "stanze" nella letteratura Heikhalot e il trattamento del Talmud babilonese riguardo all'"Opera del Carro" nella sua presentazione e analisi presenti sulla Ghemara al Trattato Hagigah della Mishnah. Questa parte del Talmud babilonese (Bavli), che include il famoso materiale dei "Quattro entrarono nel Pardes", va dal passo 12b-IV (in cui merge il trattamento della Ghemara dell'"Opera della Creazione" e diventa il suo trattamento dell'"Opera della il Carro")  passo 16a-I.
Facendo uso delle figure rabbiniche paradigmatiche di Rabbi Akiva e Rabbi Ishmael nei loro scritti, i produttori della letteratura Heikhalot molto probabilmente sembrano tentar di mostrare una sorta di collegamento tra i loro testi e lo studio e pratica del Carro/Trono del Movimento Rabbinico nei decenni immediatamente successivi alla distruzione del Tempio. Tuttavia, sia nel Talmud gerosolimitano che nel Talmud babilonese, i maggiori esponenti di questo tentativo Carro/Trono sono, chiaramente, Rabbi Akiva e Elisha ben Abuyah, che viene indicato come "Akher". Nessuno dei due Talmud presenta Rabbi Ishmael come studioso e praticante del Misticismo Merkabah.
Nello studio approfondito di queste materie, svolto dallo scrittore John McGinley col suo libro The Written as the Vocation of Conceiving Jewishly (iUniverse, 2006) si propone e si difende l'ipotesi che "Rabbi Ishmael ben Elisha" (più spesso, semplicemente "Rabbi Ishmael") sia in realtà un cognome sanzionato rabbinicamente di Elisha ben Abuyah che, come è noto, apostatò dal Movimento Rabbinico. L'argomento è che, attraverso questo riferimento indiretto, l'autorità rabbinica fu in grado di integrare nella Ghemara il corpo enorme di insegnamenti halakhici ed ermeneutici di questo grande studioso della Torah, senza tuttavia rispettare la sua apostasia altrettanto significativa. A dire il vero, nel resoconto dello studio mistico svolto da questa figura, viene usato (in contesto) il nome peggiorativo "Akher" al posto di "Rabbi Ishmael". Questo perché gli insegnamenti di Elisha ben Abuyah sotto il titolo di "Opera del Carro" vennero ad essere considerati eretici in contrasto con i suoi insegnamenti halakhici ed ermeneutici che sono stati generalmente ammirati — e la cui notevole influenza, in ogni caso, non poteva essere ignorata. Tutto ciò indica che i produttori della letteratura Heikhalot erano effettivamente coretti nella scelta di "Rabbi Ishmael" come paradigmatico per i loro propri scritti quale mezzo di rapporto tra i loro testi e gli studi e pratiche mistiche dei Tannaim nei primi decenni dopo la distruzione del Tempio.
Sia Akiva che l'"Ishmaelico Akher" si focalizzarono sul tema "due troni"/"due potenze" in cielo nei loro rispettivi scritti di orientamento merkabah. La versione di Akiva è commemorata nella Ghemara Bavli al Trattato Hagigah 14a-II, dove Akiva propone l'abbinamento di Dio e "Davide" in una versione messianica di quel motivo mistico. Subito dopo questa "soluzione" akiviana al puzzle dei troni di cui al Cantico dei cantici e dei due troni di cui parla Daniele, capitolo 7, il testo presenta Akiva come fosse sotto pressione – e poi acconsentisse – ad una versione addomesticata di questo doppio tema nell'ambito del Dio unico ebraico, che fosse accettabile alle autorità rabbiniche. Il testo propone Giustizia (din) e Carità (zedaqah) come middot (attributi) di Dio, che sono intronizzati in Cielo. La versione akheriana nonmessianica e metatronica di questo tema "due troni"/"due potenze" in cielo viene a lungo discussa sotto la voce "Paradigmatia" del succitato studio. Il punto complessivo di tutto ciò è che, quando la Mishnah finì di essere redatta, l'intero tema (insieme alle altre dimensioni di studio e pratica merkabah) venne ripudiato dalle autorità rabbiniche, e coloro che ancora si ostinavano a perseguire tali studi vennero emarginati dal Movimento Rabbinico durante i secoli successivi, diventando in effetti un gruppo separato responsabile della letteratura Heikhalot.
Nella narrazione esposta nella suddetta sezione ghemarica, nota come "i quattro entrarono nel Pardes" – (cfr. Ghemara Bavli sul trattato Hagigah, supra) – è la figura di Akiva che sembra essere celebrata, poiché è l'unico dei quattro rabbini che ascende e discende "intero". Gli altri tre vengono fratturati, sconfitti in un modo o in un altro: Ben Azzai muore poco dopo essere entrato nel Pardes, Ben Zoma impazzisce e, peggio di tutti, "Akher" abiura. Questa presunta esposizione laudativa di Rabbi Akiva avviene ai vv. 15b-VI-16a-I della citata Ghemara.

## Ascesa

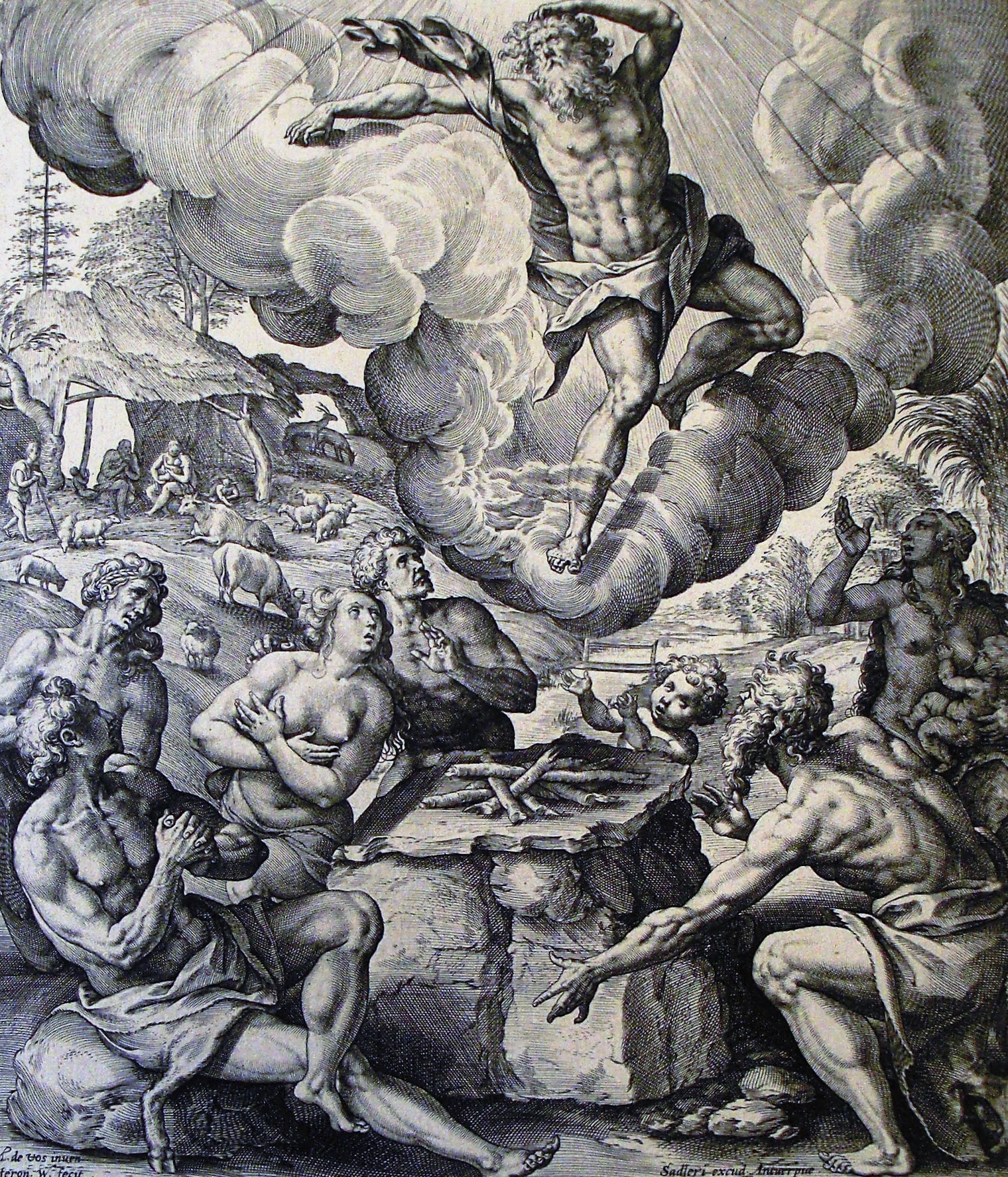
L'ascesa di Enoch

Le descrizioni date sulla contemplazione della "Gloria" di Dio e del trono celeste usano una terminologia che varia nel corso dei secoli. Nel periodo della Mishnah, si fa di solito riferimento allo "Studio della Gloria" teosofico o ad una "Comprensione della Gloria" o anche al curioso termine "Occupazione della Gloria" in merito a Rabbi Akiva, che ne fu trovato degno. Nella prima letteratura, gli autori parlano sempre di un‘ascesa alla Merkabah, un'analogia illustrativa che è ormai diventata naturale nell'argomento. Paradossalmente, come già si è notato, i gruppi mistici che praticavano questi "viaggi visionari" dell'anima verso i cieli empirei, venivano citati come "discendenti alla Merkabah" - Yorde Merkabah in ebraico - e tale nome rimane fisso in tutta la letteratura successiva. Gli autori degli Heikhalot Maggiori fanno riferimento all'esistenza di questi Yorde Markabah come gruppo con una qualche sorta di organizzazione e li identificano nella solita maniera laggendaria col circolo di Yochanan Ben Zakkai ed i suoi discepoli. Poiché gli Heikhalot Maggiori contengono elementi palestinesi oltre a quelli babilonesi – i primi capitoli in particolare, afferma Scholem, mostrano chiare tracce di influenza palestinese, sia nel contenuto che nello stile – non parrebbe impossibile che l'organizzazione di questi gruppi mistici fosse avvenuta nella tarda epoca talmudica (IV o V secolo) sul suolo della Palestina.
Tali erano quindi questi gruppi mistici organizzati, che favorivano e trasmettevano una particolare tradizione: con scuole di mistici che non erano disposti a rivelare la propria conoscenza segreta, la loro Gnosis,  al pubblico. Troppo grande era il pericolo, in questo periodo di frequenti eresie ebraiche e cristiane, che la speculazione mistica basata su un'esperienza religiosa privata potesse entrare in conflitto con l'Ebraismo "rabbinico" che si stava rapidamente cristallizzando durante la stessa epoca. Si stabilirono quindi certe condizioni di ammissione nel circolo dei mistici della Merkabah: le fonti talmudiche già menzionano certe stipulazioni, sebbene di carattere generale, secondo cui l'ammissione veniva resa condizionale al possesso di certi requisiti morali. Solo un "presidente della corte" o uno che appartenesse alle categorie degli uomini citati in Isaia 3.3 veniva reputato degno di ottenere la conoscenza della tradizione mistica Merkabah. Inoltre si ritrovano criteri fisici che non hanno niente a che fare col carattere morale o sociale dell'accolito: in particolare, il novizio viene giudicato in base a criteri fisiognomici e chiromantici – procedura nuova che pare fosse stata stimolata dal rinascimento della fisiognomica ellenistica del II secolo e.v.
Coloro che passavano il test venivano considerati degni di procedere nella "discesa" alla Merkabah che li avrebbe condotti, dopo molte tribolazioni e pericoli, attraverso i sette palazzi celesti e prima ancora, attraverso i cieli. Questa ascesa mistica veniva sempre preceduta da pratiche ascetiche la cui durata a volte era di dodici giorni, a volte di quaranta giorni. Un resoconto di tali pratiche venne fatto nel 1000 ca. da Hai ben Sherira, il capo di un'accademia babilonese. Secondo lui, "molti studiosi erano del parere che uno che si distingua nelle molte qualità descritte nei libri e che desideri contemplare la Merkabah ed i palazzi degli angeli nell'Alto, devono seguire certe procedure. Costui deve digiunare un certo numero di giorni e porre la testa tra le ginocchia e sussurrare molti inni e canti i cui testi sono noti dalla tradizione. Poi egli percepisce l'interiore e le stanze, come se vedesse i sette palazzi coi propri occhi, ed è come se entrasse un palazzo dopo l'altro e vedesse cosa contengono." La postura tipica del corpo di questi asceti è anche quella di Elia durante la sua preghiera sul Monte Carmelo: è un atteggiamento di profondo oblio di sé che, a giudicare da certi paralleli etnologici, favorisce l'induzione di autosuggestione preipnotica.
(Inno a Zoharariel, Adonai, Dio di Israele)
Dopo tali preparazioni e in uno stato di estasi, l'adepto è finalmente pronto per il viaggio mistico. Gli Heikhalot Maggiori non descrivono i dettagli di tale viaggio attraverso i sette cieli, ma descrivono invece il viaggio dell'adepto attraverso i sette palazzi situati nel cielo più alto: le schiere dei "guardiani" poste ai due lati del portale che si apre sulla Sala celeste attraverso il quale l'anima deve passare nella sua ascesa. Ma l'anima necessita di una "chiave" per poter continuare il suo percorso senza pericolo – un sigillo magico fatto di un nome segreto che faccia fuggire i demoni e gli angeli ostili. Ogni nuovo stadio di ascensione richiede un nuovo sigillo col quale il viaggiatore "sigilla se stesso" cosicché, per citare un frammento, "egli non venga trascinato nel fuoco e fiamme, nel vortice e tempesta che Ti circondano, O Tu terribile e sublime."
I pericoli dell'ascesa attraverso i palazzi della sfera Merkabah sono grandi, specialmente per coloro che intraprendono il viaggio senza la necessaria preparazione, o ancor più per chi non ne è degno. Col progredire del percorso, i pericoli diventano sempre maggiori, progressivamente: angeli ed arconti si gettano sul viaggiatore "per poterlo mandar via"; un fuoco che gli erompe dal corpo minaccia di divorarlo. Nel Terzo libro di Enoch si narra la descrizione fornita dal Patriarca a Rabbi Ishmael sulla propria metamorfosi che lo trasforma nell'angelo Metatron, quando la sua carne si muta in "torce di fuoco". Secondo gli Heikhalot Maggiori, ogni mistico deve subire tale trasformazione nel pericolo di venir divorato dalle "torce di fuoco": questa transizione attraverso le prime fasi del processo mistico di trasfigurazione è una necessità ineluttabile. Secondo un altro frammento,  il mistico deve esser capace di stare eretto "senza mani e senza piedi", poiché entrambi gli sono stati bruciati. Questo stare senza piedi in uno spazio abissale viene citato altrove come esperienza caratteristica di molti estatici; una fase mistica che ci si avvicina molto viene descritta nell‘Apocalisse di Abramo
Le ultime fasi dell'ascesa sono narrate vividamente negli Heikhalot Maggiori, e rappresentano il sesto e settimo portale. Tuttavia tali descrizioni non sono uniformi, ma sembrano essere una compilazione di vari documenti e tradizioni che si riferiscono alle rispettive esperienze dei mistici Merkabah. Ci sono discussioni tra il viaggiatore e i guardiani dei portali al sesto palazzo, gli arconti Domiel e Katspiel, che occupano un notevole spazio nel racconto e risalgono certamente ai primi tempi della tradizione.
L'idea dei "sette cieli" attraverso i quali l'anima ascende alla sua dimora originale, dopo la morte o in uno stato d'estasi mentre il corpo è ancora vivo, è molto antica. In una forma oscura e in un certo modo distorta, si può già trovare in apocrifi antichi quali l‘Apocalisse di Esdra o la Ascensione di Isaia, che si basa su testi ebraici. Nello stesso modo, l'antico resoconto talmudico dei sette cieli, i loro nomi ed i loro contenuti, sebbene apparentemente solo cosmologico, presuppone un'ascesa dell'anima al trono nel settimo cielo. Tali descrizioni dei sette cieli, più una lista dei nomi dei loro arconti, ci sono pervenute dalla scuola dei mistici Merkabah nel periodo post-mishnahico, dove si trova ancora una dottrina totalmente esoterica. Così per esempio nelle "Visioni di Ezechiele" il profeta vede i sette cieli con le loro sette Merkabah riflesse nelle acque del fiume Chebar. Questa forma di speculazione sulle sette Merkabah che corrisponderebbero ai sette cieli è ancora priva di citazioni di Heikhalot, o stanze, della Merkabah. Probabilmente entrambe le concezioni erano note ai diversi gruppi o scuole dello stesso periodo.

## Merkavah nelle successive interpretazioni ebraiche

### Maimonide

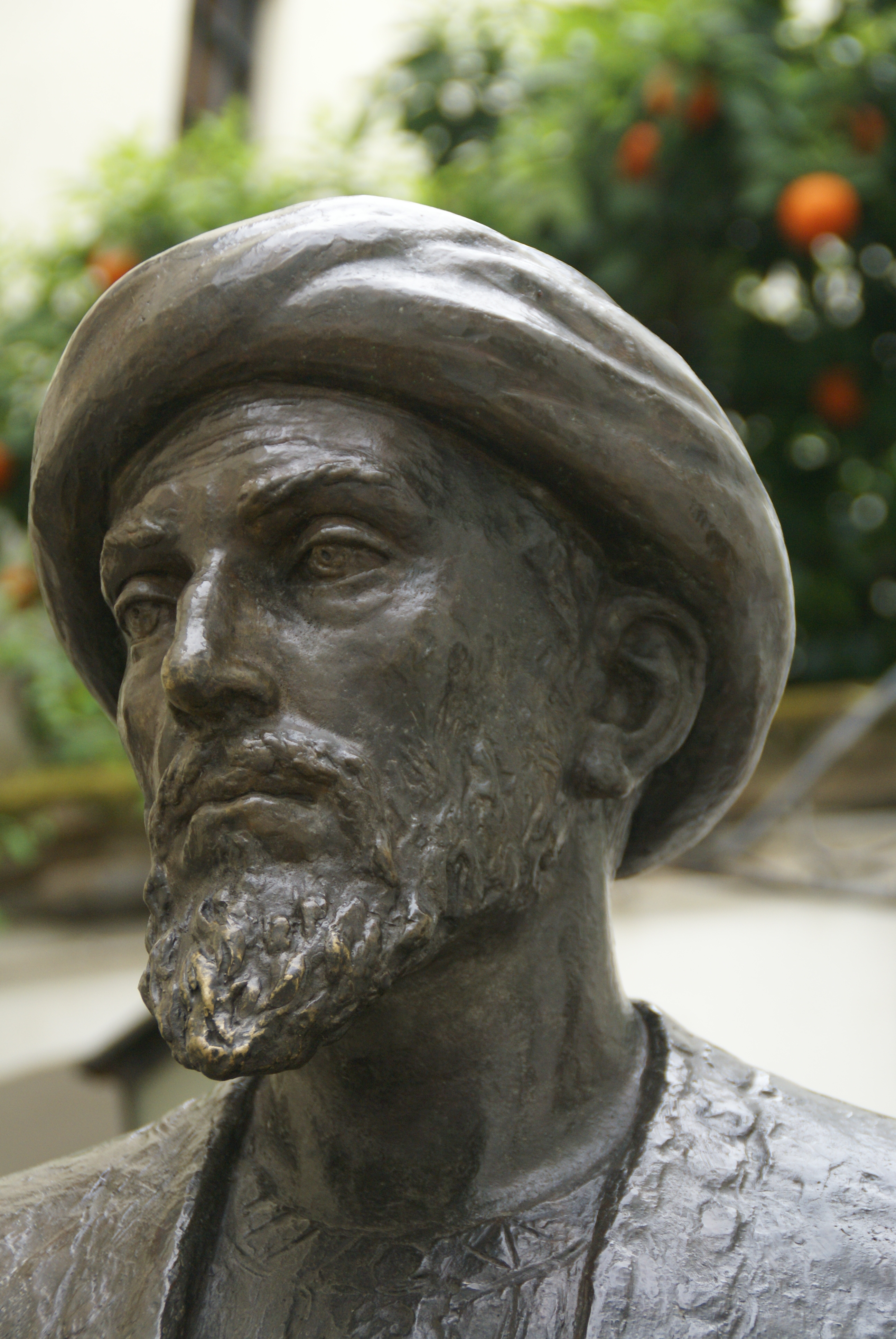
Particolare della statua in bronzo di Mosè Maimonide nella Judería a Cordova

L'opera del XII secolo La guida dei perplessi di Mosè Maimonide fu in parte intesa a spiegare i passi della Ma`aseh Bereshit e Ma`aseh Merkabah. Nel terzo volume, Maimonide inizia l'esposizione dei brani mistici delle dottrine esoteriche presenti nei passi merkavah, giustificando questo "oltrepassare i confini permessi" con allusioni all'istruzione diretta. Maimonide spiega i concetti mistici basilari mediante termini che fanno riferimento alle Sfere, agli Elementi e alle Intelligenze. In tali capitoli tuttavia c'è ancora ben poco che possa fornire una spiegazione diretta.
(La guida dei perplessi, cap. XXXIII)

### I Cinque Mondi della Cabala
La Cabala ebraica relaziona la visione merkavah di Ezechiele e la visione del Trono di Isaia (6:1-8) che descrive gli angeli Serafini, ai suoi cinque reami spirituali complessivi. Il primo Mondo primordiale, Adam Qadmon, viene spesso escluso a causa della sua trascendenza e ci si riferisce quindi subito al successivo Mondo più alto, Atziluth ("Emanazione"-Sapienza divina), che è il reame della manifestazione divina assoluta senza autoconsapevolezza, descritta metaforicamente nella visione come figura d'Uomo sul trono. Il trono di zaffiro nella Cabala è una radice etimologica delle potenze divine Sephirot. Il Mondo susseguente, Beriah ("Creazione"-Comprensione divina), è la prima creazione indipendente basilare, il reame del Trono, che denota Dio discendente nella Creazione, come un re limita la sua vera grandezza e positura rivelata quando è assiso. Il Mondo di Beriah è il reame degli angeli superiori, i Serafini ("ardenti" in ascesa e discesa poiché la loro comprensione di Dio motiva l'autoannullamento). Il Mondo che segue, Yetzirah ("Formazione"-Emozioni divine), è il reame dell'esistenza archetipica, la dimora degli angeli  Chayyot principali ("viventi" con emozione divina). Vengono descritti con facce di leone, bue ed aquila, poiché la loro natura emotiva è istintiva come quella degli animali, e sono le origini archetipiche delle creature di questo Mondo. Il Mondo più basso, Assiah ("Azione"-Sovranità divina), è il reame guidato dai canali inferiori degli Ophanim ("vie" umili di creazione avvenuta).
Il Talmud rabbinico confronta le visioni del Carro/Trono di Ezechiele e di Isaia, notando che Ezechiele fornisce un lungo resoconto dei particolari, mentre Isaia è molto breve. Dà una spiegazione esoterica di ciò: Isaia profetizza nell'era del Tempio di Salomone, mentre la visione di Ezechiele avviene durante la cattività di Babilonia. L'amora Abba ben Joseph bar Ḥama (detto Rava) afferma nel Bavli che, sebbene Ezechiele descrivesse l'apparizione del Trono di Dio, ciò non è perché abbia visto più di Isaia, ma piuttosto perché quest'ultimo era maggiormente abituato a tali visioni; dato che il rapporto tra i due profeti è simile a quello di un cortigiano rispetto ad un contadino – un contadino descriverà sempre una corte reale più sontuosamente di un cortigiano, che è abituato all'ambiente regale. Ezechiele, come tutti i profeti eccetto Mosè, ha veduto solo un offuscato riflesso della maestà divina, proprio come uno specchio scadente riflette oggetti solo in modo imperfetto.
La narrazione cabalistica spiega questa differenza in termini dei Quattro Mondi (se si esclude Adam Qadmon, come già detto). Tutta la profezia emana dal reame divino chokhmah (sapienza) di Atziluth. Tuttavia, per poter essere percepita, essa discende investita di "vasi" (ebr. kelim) originati dai Mondi inferiori. La profezia di Isaia aveva visto la merkavah nel Mondo della comprensione divina Beriah, attenuando la propria spiegazione poiché capiva l'inadeguatezza della relativa descrizione. Invece Ezechiele vide la merkabah nel Mondo inferiore delle emozioni divine Yetzirah, spingendolo a descrivere la visione in dettagli estatici.
1. Zugot
2. Tannaim
3. Amoraim
4. Savoraim
5. Gaonim
6. Rishonim
7. Acharonim

Le due visioni formano anche la Qedushah della liturgia ebraica quotidiana:

Santificheremo il Tuo nome nel mondo come lo santificano nei cieli più alti, come sta scritto per mano del Tuo profeta: "Essi (i Serafini) proclamavano l'uno all'altro: «Santo, santo, santo è il Signore degli eserciti. Tutta la terra è piena della sua gloria»." (Isaia 6:3

"Allora fui da loro (gli Chayyot) sollevato e dietro a me udii un grande fragore: «Benedetta la gloria del Signore dal luogo della sua dimora!»." (Ezechiele 3:12)

E sta scritto con le Tue parole, che dicono: "Il Signore regna per sempre, il tuo Dio, o Sion, per ogni generazione. Allelujah." (Salmi 146:10)

Secondo la spiegazione cabalistica, i Serafini (angeli "ardenti") in Beriah (comprensione divina) comprendono la loro distanza dalla divinità assoluta di Atziluth. Il loro inneggiare, "Santo", ripetuto tre volte, significa rimozione o separazione. Ciò provoca la loro continua autonullificazione "ardente", ascendendo a Dio e ritornando al loro posto. La loro comprensione indica che il vero fine (gloria) di Dio per la creazione è il miserevole uomo. Gli Chayyot inferiori (angeli "viventi") di Yetzirah (emozioni divine) declamano: "Benedetta" (etimologicamente nella Cabala → "far scendere" la benedizione) sia la gloria... dal "Suo luogo (distante-a loro sconosciuto)" di Atziluth. Sebbene inferiori ai Serafini, la loro autoconsapevolezza emotiva ha il vantaggio superiore di un potente desiderio. Questo li rende capaci di far scendere la vitalità divina da una fonte più alta, il reame supremo di Atziluth, fino alla creazione più bassa e all'uomo. Nella visione di Ezechiele, gli Chayyot hanno un ruolo centrale nell'incanalamento del flusso divino nella creazione.

### Esegesi chassidica

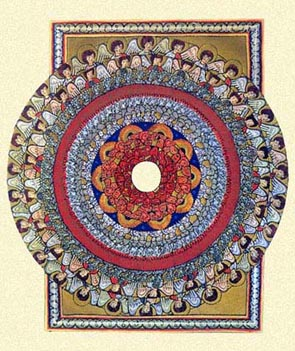
I cori angelici. Miniatura dal breviario di Ildegarda di Bingen (1098-1179)

La filosofia chassidica (Chassidut), nell'interpretare la Cabala, spiega che la merkabah è un'analogia a più strati che permette di comprendere la natura dell'uomo, l'ecosistema, il mondo e ci insegna come diventare persone migliori.
I quattro angeli Chayyot del Carro rappresentano gli archetipi fondamentali di cui Dio si è servito per creare la natura attuale del mondo. Gli Ophanim, parola ebraica al plurale che significa "vie/modi", sono i modi in cui questi archetipi si combinano per creare entità reali che esistono nel mondo. Per esempio, negli elementi basilari del mondo, il leone rappresenta il fuoco, il bue la terra, l'uomo l'acqua e l'aquila l'aria. Tuttavia, in pratica, ogni cosa nel mondo è una combinazione di tutti e quattro, e le particolari combinazioni di ciascun elemento che esistono in ogni cosa, sono i suoi particolari Ophanim o modi.
L'"Uomo sul trono" nella visione di Ezechiele rappresenta descrittivamente Dio, che controlla tutto ciò che accade nel mondo e come tutti gli archetipi che ha causato debbano interagire. L'"Uomo sul trono", tuttavia, guida quando i quattro angeli collegano le loro ali. Questo significa che Dio non ci sarà rivelato quando noi contempliamo (ad esempio) tutti e quattro gli elementi come entità separate e indipendenti. Tuttavia, se uno guarda al modo in cui terra, vento, fuoco e acqua (ad esempio) in opposizione reciproca sono in grado di operare insieme e coesistono in completa armonia nel mondo, ciò dimostra che vi è davvero una potenza superiore (Dio) che ordina a questi elementi come agire.
Questa esegesi chassidica continua a spiegare come i quattro gruppi fondamentali di animali e le quattro principali filosofie e personalità archetipiche rivelino una più alta origine – divina – quando si è in grado di leggere tra le righe e vedere come queste forze opposte possano interagire in armonia. La persona dovrebbe sforzarsi di essere come una merkabah, cioè, deve realizzare tutti i vari propri talenti, qualità e inclinazioni (i suoi "angeli"). Potrebbero sembrare in contraddizione, ma quando si dirige la propria vita verso un obiettivo più alto, come fare la volontà di Dio, egli (l'Uomo sul trono che guida il Carro) si adopererà affinché tutti possano operare insieme e persino completarsi a vicenda. In definitiva, dobbiamo sforzarci di capire come tutte le forze del mondo, anche se possono sembrare in conflitto, si possano unire quando sappiamo come usarle tutte per soddisfare uno scopo più alto, cioè servire Dio.

## Nella tradizione cristiana

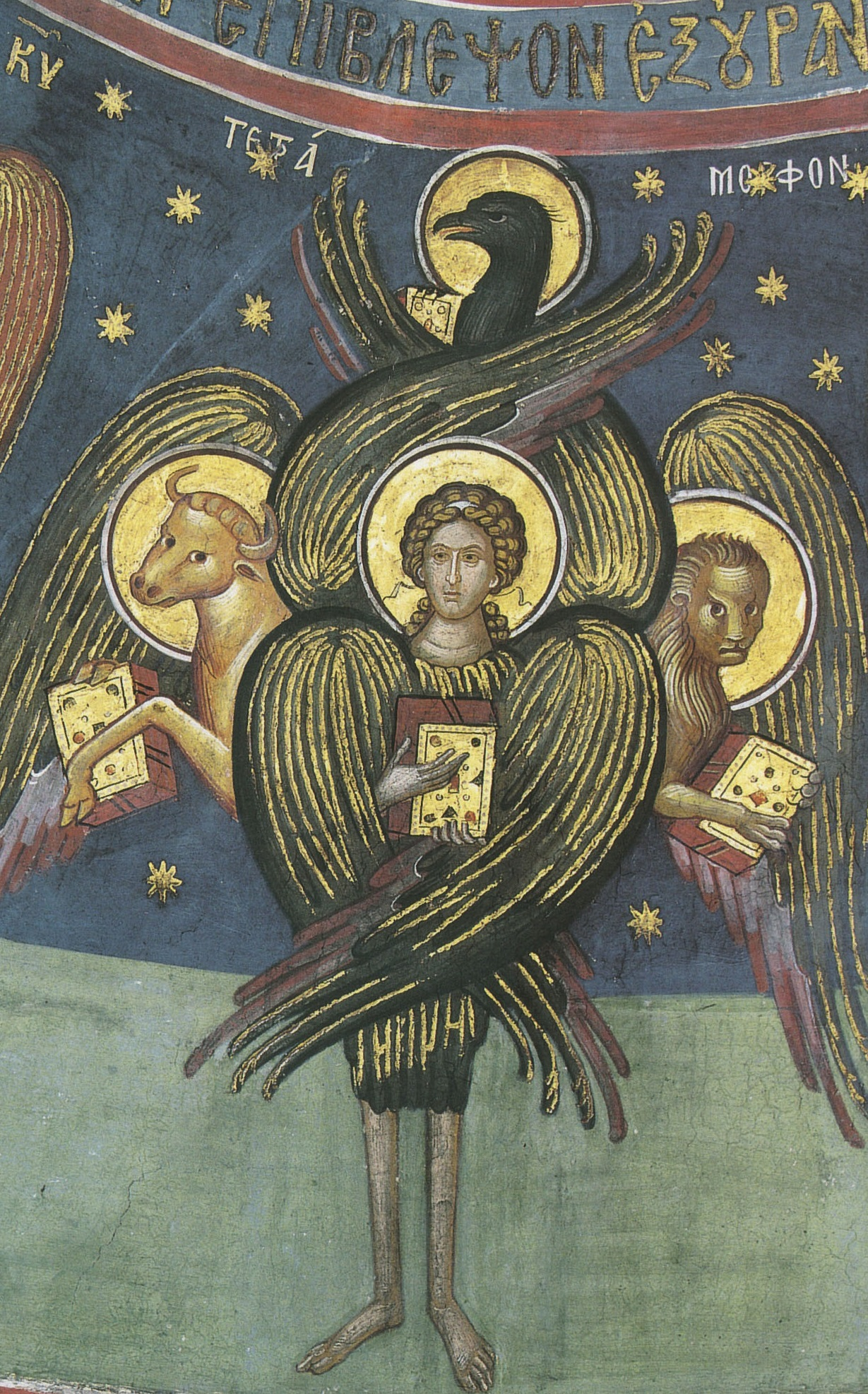
Raffigurazione cristiana del Tetramorfo, composto dai quattro Chayyot (affresco a Meteora, XVI secolo)

Secondo lo studioso neotestamentario Timo Eskola, la prima teologia cristiana fu influenzata dalla tradizione ebraica della Merkabah.  Similmente, gli storici Alan F. Segal e Daniel Boyarin considerano la narrazione di Paolo di Tarso sulla propria conversione e ascesa ai cieli come il più antico resoconto in prima persona di un mistico merkabah nella letteratura ebraica o cristiana. In contrasto, Timothy Churchill ha affermato che l'incontro di Paolo sulla via di Damasco non rientra nell'ambito della merkabah.
Nel cristianesimo, l'uomo, il leone, il bue e l'aquila vengono usati come simboli dei quattro evangelisti (o autori dei vangeli) e appaiono frequentemente nelle decorazioni delle chiese. Queste creature sono chiamate Zoë (o Tetramorfo), e circondano il Trono di Dio in Cielo, insieme a 24 anziani e sette spiriti di Dio (secondo l'Apocalisse di Giovanni 4:1-11).
In certe traduzioni, vengono riportati ammonimenti che sconsigliano la lettura della storia di Ezechiele ai bambini o a "persone impressionabili".

### Dalle scritture ebraiche
Genesi 15 inizia: "Dopo tali fatti, questa parola del Signore fu rivolta ad Abram in visione..." ma anche il riferimento ad Adamo ed Eva che camminano con Dio nel Giardino dell'Eden è soggetto ad un'interpretazione che includa l'incontro mistico fra carne e sangue e Dio: tra Dio e la Sua parola, tra Dio e la Sua saggezza, insegnamenti, autorivelazione, e della Sua relazione a noi come Sue creature.
Numeri 12:6 narra del Signore che parla da una colonna di fuoco discesa in terra: "Il Signore disse: «Ascoltate le mie parole! Se ci sarà un vostro profeta, io, il Signore, in visione a lui mi rivelerò, in sogno parlerò con lui." Il Signore poi continua affermando che con Mosè Dio parla bocca a bocca, "in visione e non con enigmi" come fa con altri che sono presenti. Questo con molti altri esempi esprime i vari modi in cui Dio può farsi incontrare dalle sue creature — non in un'unione travolgente di assorbimento completo, ma in un rapporto che conserva l'identità di ciascuno, pur concentrandosi su una possibile intimità.
Le pratiche mistiche cristiane sono radicate nelle esperienze dei patriarchi ebrei, dei profeti e di altri incontri presenti nel canone ebraico delle scritture: visioni, sogni, messaggeri angelici, ispirazione divina, eventi miracolosi e la saggezza talmudica sono tutti gli esempi più profondi. Proprio come profeti dell'Antico Testamento sembrano radicati in una coscienza diretta della Divina Presenza (per es. Ezechiele, appunto), i meno profondi, come si riscontrano in parecchi Salmi (per es. Salmi 73:23-26), pur tuttavia suggeriscono una simile consapevolezza mistica.